# Milan (Indiana)
Milan é uma cidade  localizada no estado americano de Indiana, no Condado de Ripley.

## Demografia
Segundo o censo americano de 2000, a sua população era de 1816 habitantes.
Em 2006, foi estimada uma população de 1791, um decréscimo de 25 (-1.4%).

## Geografia
De acordo com o United States Census Bureau tem uma área de
5,0 km², dos quais 4,9 km² cobertos por terra e 0,1 km² cobertos por água. Milan localiza-se a aproximadamente 299 m acima do nível do mar.

## Localidades na vizinhança
O diagrama seguinte representa as localidades num raio de 16 km ao redor de Milan.